# Kiten (programa)
Kiten es un herramienta de aprendizaje y de referencia para KDE. También funciona como un diccionario de Japonés-Inglés e Inglés-Japonés.
El usuario puede buscar caracteres Kanji por el número de trazos o por radicales. También se puede hacer una lista de Kanji para aprender y obtener una lista de tarjetas, como si fuera un concurso, donde el programa le muestra una tarjeta y el usuario tiene que hacer clic en la traducción correcta.
Entre sus características está la búsqueda de palabras en inglés o caracteres Kanji en una lista de archivos EDICT, aprendizaje de diálogos, búsqueda por categorías Kanji y una interfaz compacta y pequeña.